# Dionysius Lardner
Dionysius Lardner (3. dubna 1793, Dublin, Irsko – 29. dubna 1859, Neapol, Itálie) byl irský fyzik, matematik a encyklopedista.
Dionysius Lardner studoval přírodní vědy a matematiku v Cambridge a v roce 1817 se stal učitelem matematiky na Trinity College v Cambridge. Znám je díky svým pracím Treatise on algebraical geometry (Londýn 1823) a On the differential and integral calculus (Londýn 1825, 2. vydání 1828). Editoval také encyklopedii Cabinet Cyclopaedia. Sem přispěl články z oborů mechaniky, hydrostatiky, geometrie a aritmetiky.
Mezi lety 1828 – 1831 byl profesorem přírodní filozofie a astronomie na londýnské univerzitě.
Zemřel 29. dubna v Neapoli.